# Campylomyza aemula
Campylomyza aemula är en tvåvingeart som beskrevs av Boris Mamaev 1998. Campylomyza aemula ingår i släktet Campylomyza och familjen gallmyggor. Arten är reproducerande i Sverige. Inga underarter finns listade i Catalogue of Life.